# Мунду (футбольний клуб)
Спортивний клуб Мунду або просто Мунду (англ. Mundu Sport Club) — професіональний танзанійський та занзібарський футбольний клуб з міста Унгуджа на острові Занзібар.

## Історія
Заснований у місті Унгуджа, разом з «Мафунзо» та «Джамгурі» є одним з трьох найсильніших клубів міста, але на відміну від двох вище вказаних колективів, ніколи не ставав переможцем Прем'єр-ліги Занзібару і не завоював жодного трофею, проте двічі ставав срібним призером чемпіонату Занзібару.
На міжнародному рівні виступав у 2 континентальних турнірах, де жодного разу не зміг подолати попередній раунд.

## Досягнення
- Прем'єр-ліга Занзібару
  -  Срібний призер (1): 2005/06,[1] 2007/08[2]

## Статистика виступів
| Сезон | Турнір                 | Раунд      | Клуб         | Вдома | На виїзді | Загалом |
| ----- | ---------------------- | ---------- | ------------ | ----- | --------- | ------- |
| 2007  | Кубок конфедерації КАФ | Попередній | Мвана Африка | 1-3   | 0-3       | 1-6     |
| 2009  | Кубок конфедерації КАФ | Попередній | Ред Ерроуз   | 0-1   | 0-6       | 0-7     |

## Відомі гравці
- Бакарі Мохаммед